# Oficina de correos central de Saigón

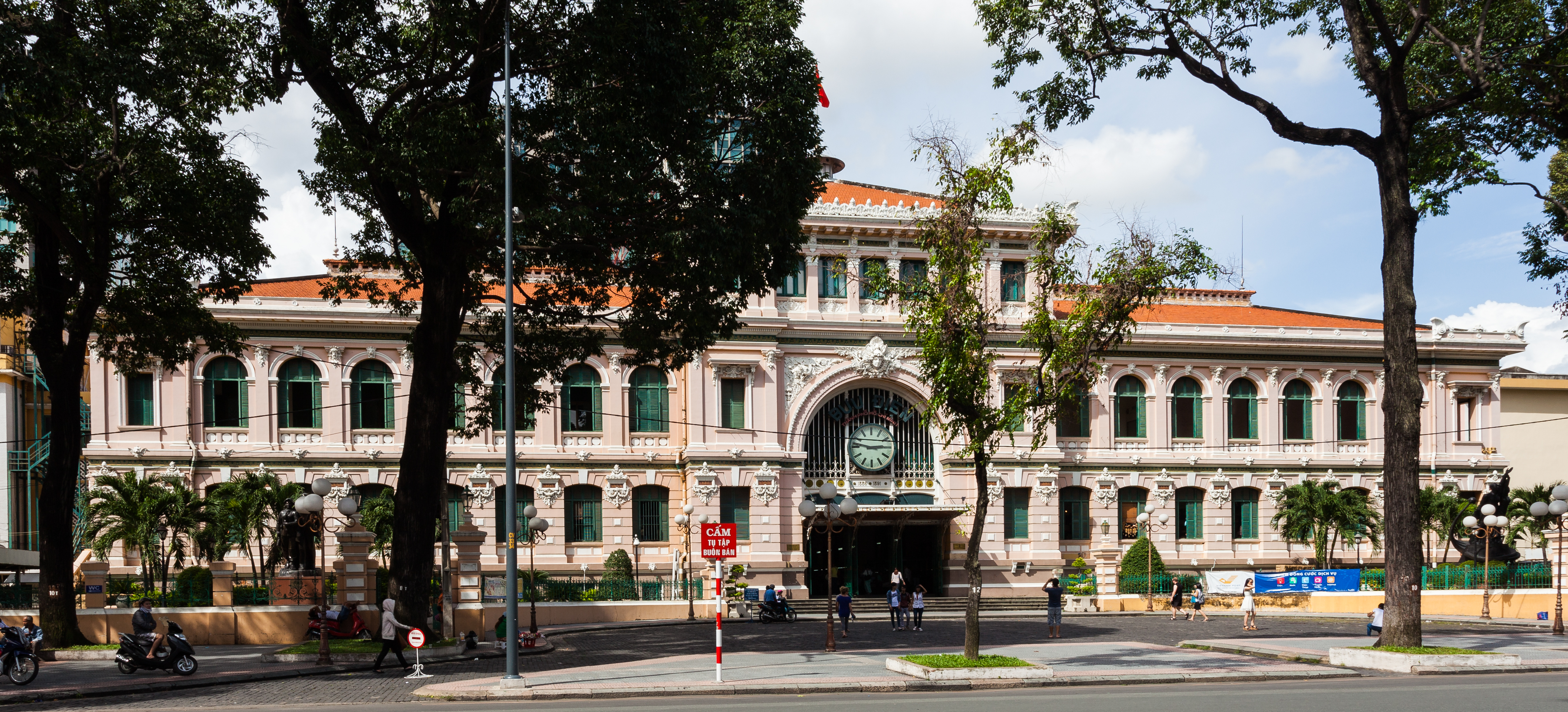
Oficina Central de Correos, ciudad Ho Chi Minh

Oficina central de correos es una oficina de correos ubicada en el centro de la ciudad Ho Chi Minh, cerca de la Basílica de Notre-Dame de Saigón. Construida a finales del siglo XIX por el famoso arquitecto Gustave Eiffel.

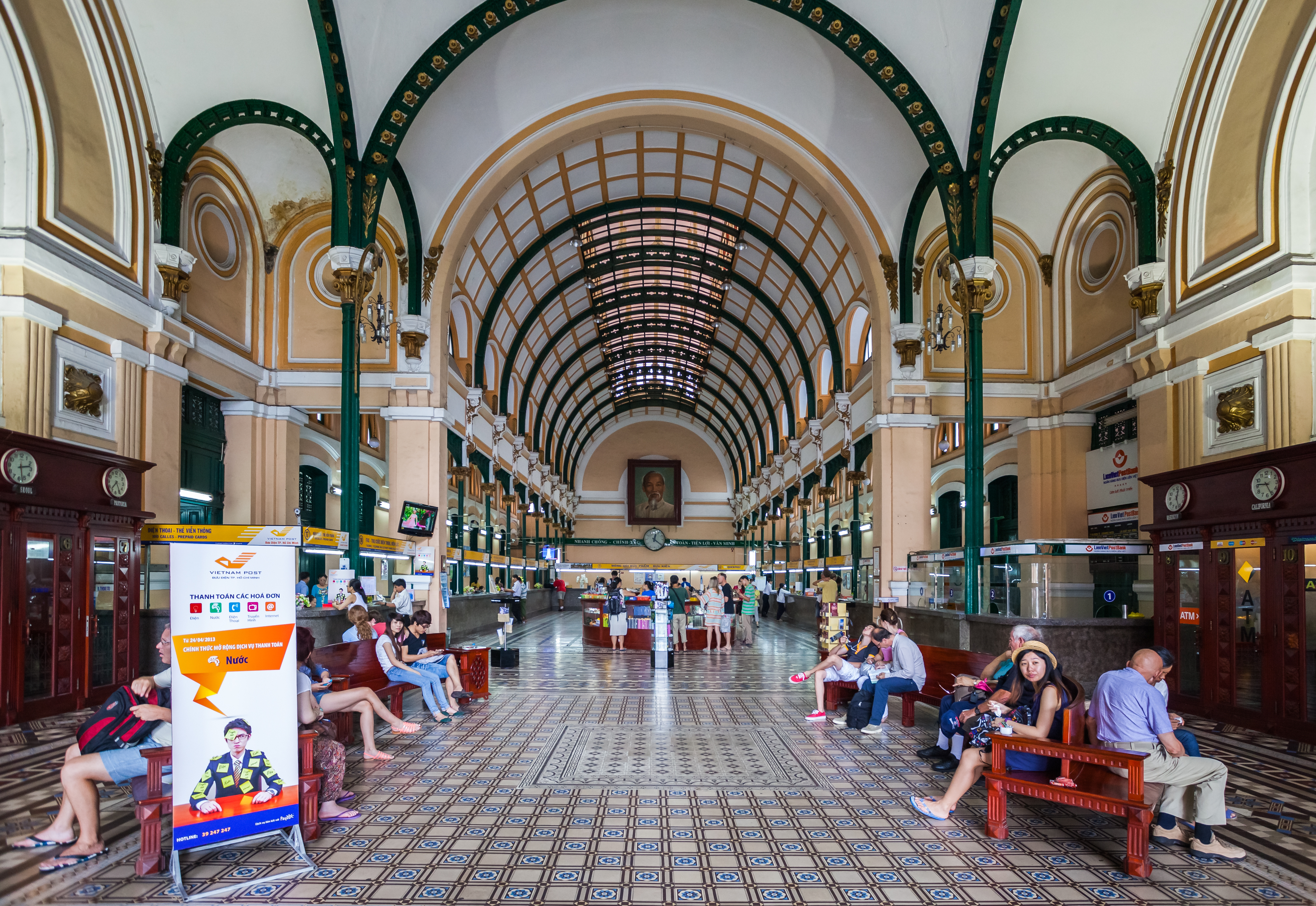
Interior de la Oficina Central

- Wikimedia Commons alberga una categoría multimedia sobre Oficina de correos central de Saigón.